# 효천역
효천역(Hyocheon station, 孝泉驛)은 광주광역시 남구 송하동에 위치한 경전선의 철도역이다. 8회 무궁화호와 남도해양관광열차가 정차하며 서광주역보다 여객 업무 비중이 높은 역이다. 역세권으로는 인근에 효천2지구가 있다.

## 역명 유래
이곳은 조선후기에는 전라남도 광주군 효우면으로 불리다가 구한말에는 광주군 효우동면이라 하였는데 1914년 4월 1일 조선총독부의 행정구역 통폐합시 인접한 도천면과 합해지면서 효천면으로 불리게 된 것에서 비롯되었다.

## 역사
- 1930년 12월 25일 : 보통역으로 영업 개시[1]
- 1950년 10월 21일 : 역사 소실
- 1958년 12월 31일 : 역사 준공
- 1972년 2월 25일 : 남선연탄 공장 준공
- 1972년 8월 20일 : 민수용 무연탄 도착 취급역으로 지정[2]
- 1977년 5월 16일 : 수소화물 취급중지[3]
- 1989년 2월 22일 : 화물지선착 유류, 무연탄 및 연탄제조용 석회 취급한 화물취급 지정[4]
- 1997년 5월 1일 : 화물지선 화물 한 화물취급 지정[5]
- 2000년 8월 10일 : 경전선 철도 이설과 함께 송하동으로 이전
- 2006년 10월 31일 : 열차 시각표 개정과 함께 통근열차 운행 종료
- 2017년 12월 18일 : 화물 취급 중지[6]
- 2021년 1월 15일 : 남도해양관광열차 정차 개시

## 역 구조

### 승강장
승강장은 2면 4선식 쌍섬식 승강장으로 운영된다.
| ↑ 서광주        |
| ４３ \| ２１ \| |
| 화순↓           |

| 1 | 경전선 | 무궁화호 S-Train | 사용하지 않음           |
| 2 | 경전선 | 무궁화호 S-Train | 순천·마산·부전 방면     |
| 3 | 경전선 | 무궁화호 S-Train | 광주송정·목포·용산 방면 |
| 4 | 경전선 | 무궁화호 S-Train | 사용하지 않음           |

## 인접한 역
| 경전선         | 경전선                  | 경전선               |
| -------------- | ----------------------- | -------------------- |
| 화순 부전 방면 | 무궁화호 경전선         | 서광주 목포 방면     |
| 화순 부산 방면 | 남도해양관광열차 경전선 | 서광주 광주송정 방면 |